# Stilifer
Genre
Synonymes
- Stylifer Cossmann, 1921

Stilifer est un genre de mollusques gastéropodes de la famille Eulimidae. Les espèces rangées dans ce genre sont marines et parasitent d'autres espèces, notamment des étoiles de mer.

## Liste d'espèces
Selon World Register of Marine Species (27 août 2017) :
- Stilifer akahitode Habe & Masuda, 1990
- Stilifer astericola Broderip, 1832
- Stilifer barronii A. Adams, 1855
- Stilifer birtsi (Preston, 1904)
- Stilifer celebensis Kükenthal, 1897
- Stilifer concavus Warén, 1980
- Stilifer guentheri (Angas, 1877)
- Stilifer inflatus Warén, 1980
- Stilifer kawamurai (Habe, 1976)
- Stilifer linckiae P. Sarasin & F. Sarasin, 1887
- Stilifer ovoideus H. Adams & A. Adams, 1853
- Stilifer pisum Habe, 1953
- Stilifer quadrasi O. Boettger, 1893
- Stilifer utinomii Habe, 1951
- Stilifer variabilis O. Boettger, 1893